# Francis Chateauraynaud
Francis Chateauraynaud est un sociologue français né en février 1960 à Périgueux. Il est connu pour avoir créé la notion de lanceur d'alerte à partir de la sociologie pragmatique appliquée aux questions de risques sanitaires et environnementaux.

## Biographie
Directeur d'études en sociologie à l'école des hautes études en sciences sociales (EHESS) de Paris, où il a fondé le Groupe de sociologie pragmatique et réflexive (GSPR), Francis Chateauraynaud anime des séminaires de recherche comme «Le pragmatisme sociologique et les pouvoirs»  ou encore « Outils socio-informatiques pour l’analyse des controverses » (à Paris sur le campus Condorcet).
En 2024, il rejoint le CERMES3, laboratoire de sciences sociales sous la tutelle conjointe du CNRS, de l'INSERM, de l'EHESS et de l'Université Paris Descartes.

## Travaux
Dans les ouvrages qu'il a publiés, Francis Chateauraynaud propose de substituer aux conflits de doctrines sociologiques une logique et un parcours d'enquêtes, au sens que donnait à ce terme John Dewey, un des pères fondateurs du pragmatisme.
En 1991, Chateauraynaud publie La Faute professionnelle, ouvrage tiré de sa thèse de doctorat (soutenue à l'EHESS en 1990 sous la direction de Luc Boltanski) dans lequel il développe, à partir d'enquêtes dans les conseils de prud'hommes, les unions locales syndicales et les inspections du travail, une sociologie des litiges et des différends qui opposent les salariés à leur entreprise. Il montre comment les problèmes d'équité et de justice au travail sont pris entre des rapports de forces et des rapports de légitimités.
En 1995, en collaboration avec Christian Bessy, Francis Chateauraynaud publie Experts et faussaires, ouvrage qui développe une théorie de l'action et du jugement fondée sur le concept de "prise", choisi pour son caractère symétrique puisqu'il permet de penser à la fois ce qui "donne prise à" et ce qui "a prise sur". Le cœur de l'argument théorique consiste à réintroduire à la fois une phénoménologie de l'expérience sensible dans la description des "épreuves" (notion clé des sociologies pragmatiques), et de relier l'entrée par les opérations interprétatives les plus ordinaires à la matérialité des agencements ou des dispositifs dans lesquels opèrent les personnes et les groupes. La pertinence de cette théorie est établie à partir d'enquêtes sur des affaires d'authentification, qui permettent de cerner les ressorts de l'expertise et la manière dont des différences de perception sensible donnent lieu à des jeux subtils entre experts et faussaires . 
En 1999, les Éditions de l'EHESS publient Les Sombres précurseurs. Une Sociologie pragmatique de l'alerte et du risque, ouvrage dans lequel est développée la notion de « lanceur d'alerte », créée quelques années plus tôt par Francis Chateauraynaud.
Chateauraynaud est le coconcepteur, avec l'informaticien Jean-Pierre Charriau, de logiciels scientifiques au service de la sociologie des alertes et des controverses, notamment « Prospéro » et « Marlowe ». Alors que le logiciel Prospéro (Programme de Sociologie Pragmatique, Expérimentale et Pragmatique sur Ordinateur) est conçu dans les années 1994-1995, fin 1999, Chateauraynaud et Charriau infléchissent leur programme de recherche dit de « socio-informatique », en donnant naissance au logiciel Marlowe, présenté comme un « sociologue électronique » ou « sociologue numérique ». Il s'agit d'une forme d'intelligence artificielle capable de mener des enquêtes sur les corpus rassemblés par les chercheurs et de dialoguer avec eux . Ce logiciel a défrayé la chronique en juillet 2003 en signant une pétition électronique diffusée sur Internet pour la libération de José Bové[pas clair].
La revue Matériaux pour l'histoire de notre temps (numéro 82 de 2006) a publié une controverse entre Francis Chateauraynaud et Carlo Ginzburg à propos de l'attitude à adopter face aux outils de l'Internet, et en particulier du moteur de recherche Google.
En 2011, Chateauraynaud publie la synthèse de ses travaux sur la dynamique des controverses publiques analysées à la fois du point de vue d'une sociologie argumentative  et de ce qu'il appelle une "balistique sociologique" visant à saisir les trajectoires des jeux d'acteurs et d'arguments autour de causes ou de problèmes publics.
En 2017, est publié dans la collection Pragmatismes chez Pétra, Aux bords de l'irréversible. Sociologie pragmatique des transformations. En 650 pages, Francis Chateauraynaud et Josquin Debaz brossent un tableau détaillé des enjeux environnementaux, scientifiques et politiques qui marquent l'évolution des sociétés contemporaines. En prenant leur distance vis-à-vis des formes de catastrophisme en vogue, notamment la collapsologie, ils y développent notamment l'idée de "contre-anthropocène" visant à rendre justice à la multiplicité des expériences transformatrices développées par des acteurs dans des localités ou des micromondes et visant à créer des ouvertures d'avenir en faisant bifurquer, à des échelles différentes, la trajectoire annoncée, celle de la catastrophe globale.
En 2020, Chateauraynaud revient sur l'histoire conceptuelle et politique du "lanceur d'alerte" dans un petit ouvrage publié dans la collection Que sais-je? sous le titre Alertes et lanceurs d'alerte.
En 2022, dans un article publié par la revue Pragmata (revue d'études pragmatistes), sous le titre "Des expériences ordinaires aux processus critiques non-linéaires. Le pragmatisme sociologique face aux ruptures contemporaines", Chateauraynaud explore les tensions et les ouvertures d'une pragmatique de la complexité, attachée à décrire et analyser les processus critiques de longue durée. Partant d’un diagnostic sociopolitique de l’époque contemporaine marquée par des chocs et des crises aux multiples conséquences, ce texte examine les conditions de l’enquête d’inspiration pragmatiste face à des processus complexes, non-linéaires, multi-scalaires et riches en rebondissements et en rétroactions. En développant les connexions entre pragmatisme sociologique et approche des systèmes complexes l'enjeu est de rendre intelligibles les trajectoires suivies par les causes les plus diverses et de penser les incommensurabilités et les irréductibilités liées aux jeux d’échelles. La convergence d’une sociologie pragmatique argumentative, d’une ethnographie des activités dans les milieux et d’une théorie ouverte des systèmes dynamiques, permet d’adapter les concepts et les outils issus du pragmatisme aux situations contemporaines et de réarmer les capacités critiques nécessaires à la pratique des sciences sociales. 

## Engagements connus dans la vie publique
Dans les années 1996-1998, Francis Chateauraynaud accompagne la lutte de plusieurs collectifs de sans-papiers. En 2007, il est mobilisé contre l'abus des recours à la garde à vue, engagement motivé par une mésaventure qu'il retrace dans un texte de blog et reproduit un peu plus tard par le media indépendant Reporterre[source secondaire souhaitée].
Depuis 2009, il est membre du conseil scientifique du GIS Démocratie & Participation[source secondaire souhaitée].
En 2017, il fait partie des intellectuels qui appellent à voter pour le programme L'Avenir en Commun de La France insoumise en signant notamment le texte Un autre monde est possible avec Jean-Luc Mélenchon[source insuffisante].
En janvier 2018, il est intervenant au cours de la troisième édition du festival Caméras Rebelles organisé par l'ONG Amnesty International Rennes. Au cours de cette édition consacrée aux lanceurs d'alerte, il intervient et anime le débat, en aval de la projection du film Promised Land de Gus Van Sant, autour des lanceurs d'alerte écologique.
En septembre 2018, il participe, en tant que spécialiste européen des risques et des controverses, à plusieurs événements en Colombie en appui à des associations de victimes de l'amiante soutenues par l'Observatoire des Réseaux de l'Action collective (ORAC) dirigé par Juan Carlos Guerrero Bernal, professeur à l'université du Rosario à Bogota, un des lieux d'utilisation du logiciel Prospéro. L'objectif est d'obtenir l'interdiction de l'exploitation du minéral en Colombie, pays minier qui est resté longtemps en dehors des radars internationaux du fait de la guerre civile. La sortie de l'amiante est engagée au cours de l'année 2019.
De 2019 à 2023, il est associé aux Rencontres annuelles des lanceurs d'alerte, créées par Daniel Ibanez, qu'il accompagne dans la préparation des journées et l'animation des ateliers et des débats. Sur les 8e Rencontres, voir les articles de Reporterre, de Politis, ou encore le site du GIS Démocratie et participation. 

## Publications
- La faute professionnelle. Une sociologie des conflits de responsabilité, Paris, Métailié, 1991 (474 pages).
- avec Christian Bessy, Experts et Faussaires. Pour une sociologie de la perception, Paris, Métailié, 1995 (365 pages).
- avec Didier Torny, Les Sombres précurseurs : Une Sociologie pragmatique de l’alerte et du risque, Paris, EHESS, 1999 (476 pages), réédition 2013 avec une couverture de Patrick Lanneau et une préface de Claude Gilbert.
- Prospéro : Une technologie littéraire pour les sciences humaines, Paris, CNRS, 2003 (403 pages).
- L'épreuve du tangible. Expériences de l'enquête et surgissements de la preuve, in La croyance et l'enquête, Raisons pratiques, vol. XV, EHESS, Paris, 2004.
- Argumenter dans un champ de forces. Essai de balistique sociologique, Paris, éditions Pétra, 2011 (484 pages).
- avec Ilaria Casillo, Loïc Blondiaux, Jean-Michel Fourniau, et alii, Dictionnaire critique et interdisciplinaire de la participation, GIS Démocratie et Participation, 2013
- avec Marie-Angèle Hermitte (entretiens), Le droit saisi au vif. Sciences, technologies, formes de vie, Paris, Pétra, 2013.
- avec Yves Cohen (co-direction), Histoires pragmatiques, Raisons pratiques, Paris, EHESS, vol. 25, 2016 (390 pages)
- avec Josquin Debaz, Aux bords de l'irréversible. Sociologie pragmatique des transformations, Paris, éditions Pétra, 2017 (648 pages)
- "Petit traité de contre-intelligence artificielle. Retour sociologique sur des expérimentations numériques", Zilsel, volume 5, 2019 (en ligne).
- Alertes et lanceurs d'alerte, collection Que sais-je?, Paris, Humensis, 2020 (128 pages).
- avec Fabricio Cardoso de Mello et alii, (co-direction), Sociologia Pragmática das Transformações em Diálog : Riscos e Desastres no Brasil Contemporâneo, Vitoria (Brasil), Editora Milfontes, 2020 (291 pages).
- Des expériences ordinaires aux processus critiques non-linéaires. Le pragmatisme sociologique face aux ruptures contemporaines, Pragmata. Revue d'études pragmatistes, 2022-5, p. 18-92 (en ligne).
- Sociologie et sciences de l’environnement : à la recherche de prises communes autour de tensions épistémiques irréductibles (Entretien), Tracés. Revue de Sciences Humaines (volume intitulé : L’interdisciplinarité 'en effet' : sciences sociales, sciences naturelles, vol. 22, 2022.
- L'empreneur et son double. Pragmatique du pouvoir et sociologie de l'emprise, Paris, Editions du Croquant, 2025 (468 pages)